# Jerome (Idaho)
Jerome – miasto w Stanach Zjednoczonych, w stanie Idaho, w hrabstwie Jerome.